# Engawa
Engawa (縁側 o 掾側?) es la denominación de una pasarela de madera que se conecta con las ventanas y puertas corredizas en los cuartos de las casas tradicionales japonesas. En épocas recientes este término se ha utilizado para referirse también a la veranda que se encuentra fuera del cuarto, la que tradicionalmente era denominada nure'en (濡れ縁?).

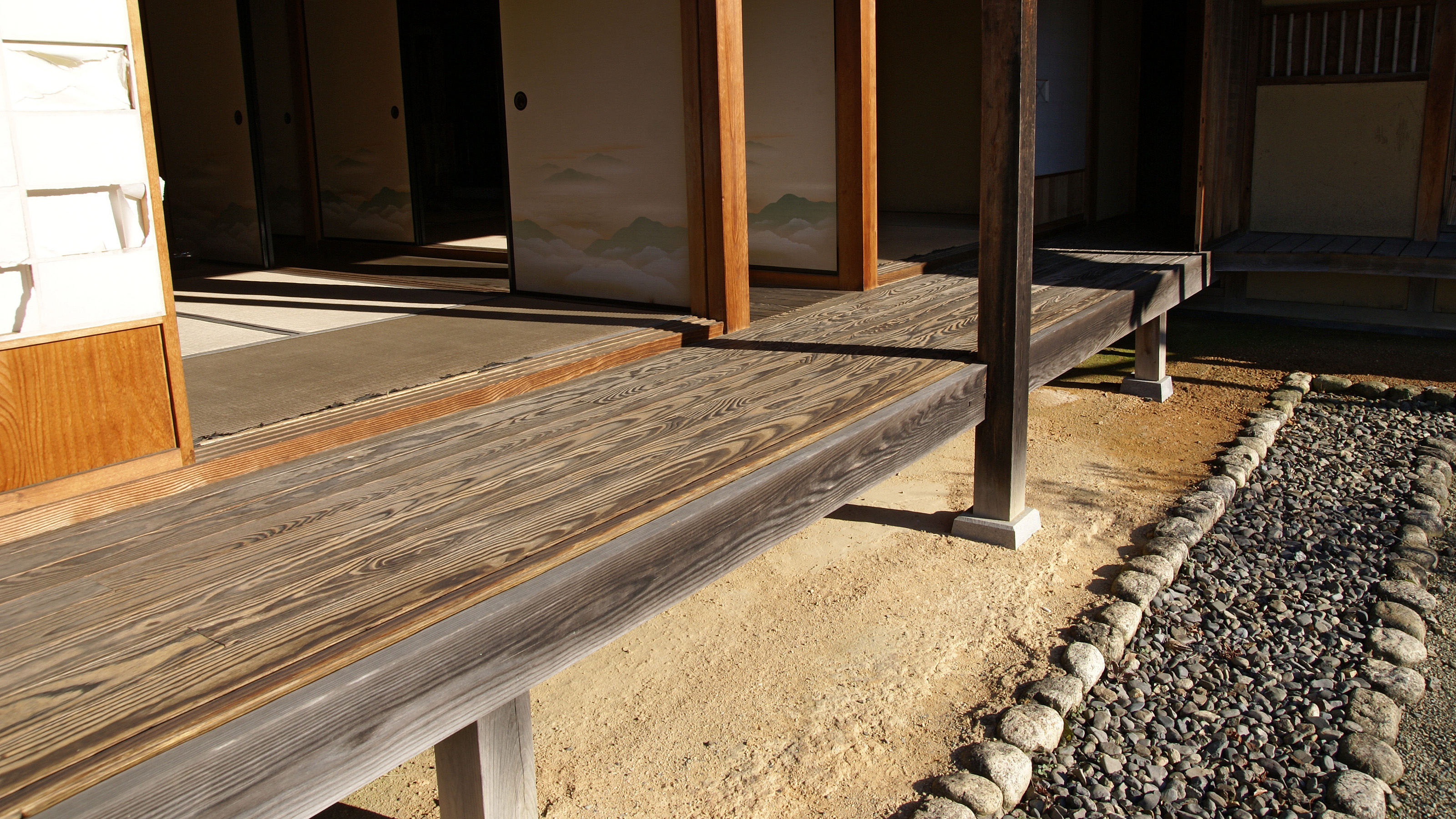
Engawa.

Este es un espacio de transición entre interior y exterior, entre el niwa –(jardín) y los washitsu (habitaciones), que sirve de entrada y de conexión entre las distintas habitaciones. Esta veranda se cubre mediante un entablado de madera y de cara al exterior puede estar abierta o cerrada, pero queda protegido de la lluvia mediante la prolongación de la cubierta. 
En las nouka (viviendas rurales) es una galería perimetral que rodea casi toda la fachada trasera y conecta numerosas estancias, mientras que en las machiya (viviendas urbanas) se reduce a un pequeño porche en la estrecha fachada trasera, conectando algunas estancias con el tori-niwa (pasillo semi exterior que recorre la vivienda).

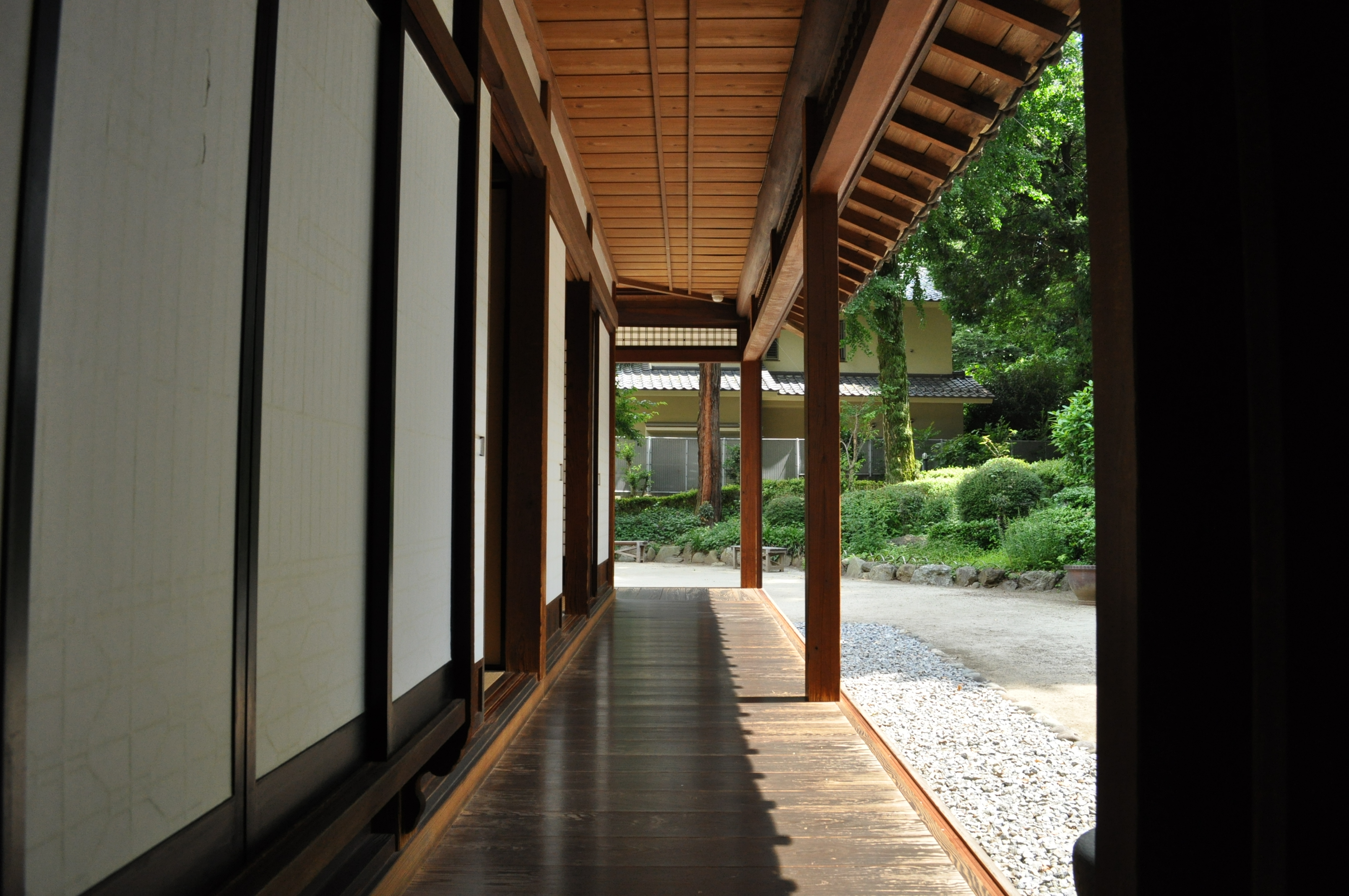
Engawa.

El engawa como elemento es muy diferente al concepto que tenemos en occidente de los pasillos. No es solo un elemento de transición, de articulación del espacio, sino que también es un espacio vital en sí mismo, una estancia en el propio sentido de la palabra. Es un espacio de contemplación de la naturaleza, de la luna de otoño, del cantar de  pájaros e insectos, del fluir del agua…
Como espacio de transición, se recorrer de pie. Para la contemplación de la naturaleza, sentado. Para limpiarlo, se recorre de un lado a otro con un paño húmedo en posición agachada pero sin apoyar las rodillas. 
La versatilidad del engawa como elemento es clara: este espacio es una transición entre el jardín o exterior y el interior. Es una transición o conexión entre las distintas estancias, y también es un espacio de ocio, de contemplación de la naturaleza.